# Wilhelm in Bayern

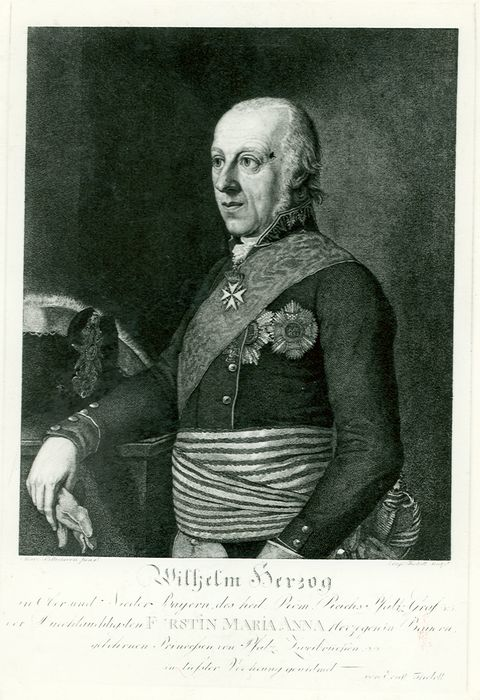
Wilhelm in Bayern

Wilhelm, Herzog in Bayern (* 10. November 1752 in Gelnhausen; † 8. Januar 1837 in Bamberg) war Pfalzgraf und Herzog von Gelnhausen. Er war seit dem 16. Februar 1799 der erste Herzog in Bayern, ein neugeschaffener Titel der – neben der Bayern regierenden Linie des Kurfürsten – einzigen noch verbliebenen Wittelsbacher Nebenlinie, die ebenfalls aus der Pfalz kam. Er herrschte nie über ein eigenes Fürstentum, war aber von 17. Dezember 1803 bis 20. März 1806 Statthalter im Herzogtum Berg.

## Leben
Seine Eltern waren Johann von Pfalz-Gelnhausen und Sophie Charlotte von Salm-Dhaun (1719–1770). Er ehelichte Maria Anna Pfalzgräfin von Birkenfeld-Zweibrücken, die Schwester des Herzogs Karl II. August und des zukünftigen bayrischen Königs Maximilian I.
1778 wurde Wilhelm Ehrenmitglied der Bayerischen Akademie der Wissenschaften. Wilhelm residierte in Landshut, wo er die Stadtresidenz Landshut durch Karl Albert von Lespilliez umgestalten ließ.
Als letzter erbberechtigter Verwandter schloss Wilhelm 1797 mit seinem Schwager Max Joseph von Pfalz-Zweibrücken, dem späteren Kurfürsten zu Pfalzbayern und König von Bayern, den Ansbacher Hausvertrag, in dem die Einheit und Unteilbarkeit der wittelsbachischen Länder festgelegt wurde. Mit dessen Amtsantritt als Kurfürst erhielt er am 16. Februar 1799 den Titel Herzog in Bayern. Am 2. April desselben Jahres wurde er zu Max Josephs Nachfolger als Großmeister des Ritterordens vom Heiligen Michael gewählt, da dieser nun ex officio die Großmeisterwürden des Hubertus-, des Georgs- und des Löwenordens innehatte. Wilhelm blieb bis zu seinem Tod 1837 Großmeister des Michaelsordens, der anschließend in den Verdienstorden vom Heiligen Michael umgewandelt wurde.

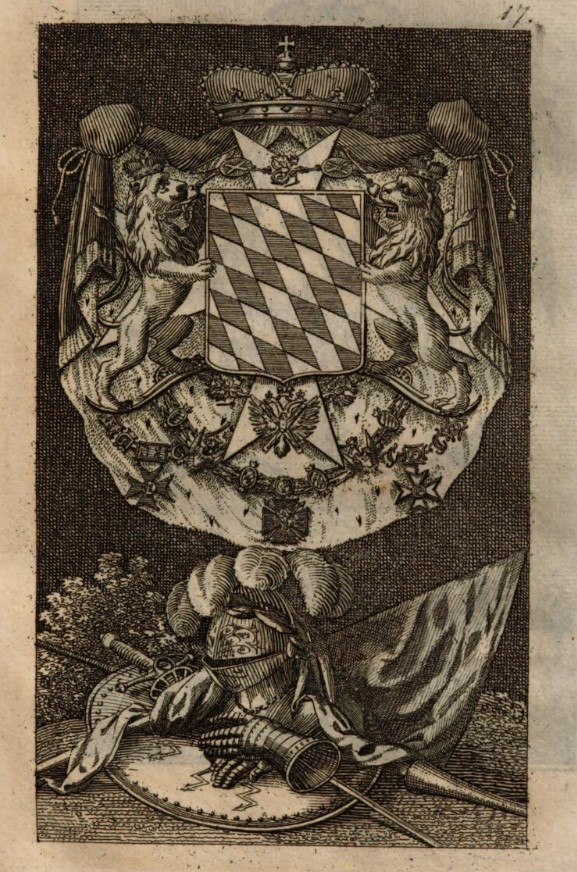
Wappen Wilhelms als Großmeister des Michaelsordens

Im Apanagialrezeß von 1803 wurde Wilhelm und seinen Nachfolgern das Herzogtum Berg als Apanage zugesprochen. Da Berg Teil des pfälzisch-bayerischen Gesamtstaates blieb, handelte es sich de facto um die Statthalterschaft. Bis 1806, als das Herzogtum an Joachim Murat abgetreten wurde, vertrat Wilhelm den Kurfürsten im Herzogtum. Er konnte nicht im zerstörten Düsseldorfer Schloss residieren, sondern wich auf Gasthäuser aus, später auf das Statthalterpalais und Schloss Benrath.
Nach der Säkularisation erwarb Wilhelm 1813 das Kloster Banz bei Staffelstein. Seither trägt dieses auch die Bezeichnung Schloss Banz. Das ebenfalls erworbene Landgericht Banz wurde damit zum Herrschaftsgericht Banz. Später wurde es an die Gemeinschaft von den heiligen Engeln weiterveräußert, wobei die Wälder beim herzoglichen Haus verblieben. Heute sind diese Wälder durch Eheschließung in das Eigentum des regierenden Hauses von Liechtenstein gelangt.
Der Leichnam wurde am 14. Januar 1837 in der Gruft unter der Banzer Schlosskirche St. Dionysius und St. Petrus bestattet. Wilhelm hatte verfügt, dass sein Herz in der Banzer Schlosskirche links im Hauptschiff im mittleren Pfeiler beigesetzt werden sollte. 1883 ließ Herzog Max Joseph in Bayern die Banzer Familiengruft auflösen und die Särge der Familienmitglieder in die neue Grablege unter der Tegernseeer Schlosskirche überführen. Chef des Hauses der Herzöge in Bayern wurde für kurze Zeit sein einziger Sohn Pius August in Bayern, der wenige Monate später starb.

## Nachkommen
- Sohn (*/† 6. Mai 1782)
- Maria Elisabeth Amalie Franziska (1784–1849)

⚭ 1808 Louis-Alexandre Berthier, Marschall von Frankreich, Fürst von Wagram, Herzog von Neufchâtel (1753–1815)
- Pius August (1786–1837), Herzog in Bayern

⚭ 1807 Prinzessin Amalie Luise von Arenberg (1789–1823)